# 1539 en santé et médecine
| Années de la santé et de la médecine : 1536 - 1537 - 1538 - 1539 - 1540 - 1541 - 1542    |
| Décennies de la santé et de la médecine : 1500 - 1510 - 1520 - 1530 - 1540 - 1550 - 1560 |

Cet article présente les faits marquants de l'année 1539 en santé et médecine.

## Événement
- Giovanni Battista Da Monte (1489-1551 commence à enseigner la médecine clinique à Padoue[1],[2],[3].

## Publication
- Jérôme Bock (1498-1554), médecin et botaniste, « l'un des plus anciens pharmacologistes d'Allemagne[4],[5] », fait paraître à Strasbourg, chez Wendelin Hirel, son New Kreütter Büch (« Nouveau Livre des herbes[6] »), dont la première édition illustrée sortira des mêmes presses en 1546[7].

## Naissances
- 12 août : Michel Marescot[8] (mort en 1605), Premier médecin[9] du roi Henri IV.
- Nicolas de Nancel (mort en 1610), médecin et humaniste français[10].
- Jean Riolan (mort en 1605), médecin français[11].
- Nicolas Barnaud (mort vers 1604), médecin et alchimiste français[12].

## Décès
- 5 juillet : Antoine-Marie Zaccaria (né en 1502), médecin et prêtre italien, canonisé par l'Église catholique, fondateur de l'ordre des Barnabites[13].
- Gilbert Griffi (né à une date inconnue), chancelier de l'université de médecine de Montpellier, titulaire de l'une des quatre chaires fondées en 1498 par le roi Louis XII[14], les trois autres régents étant Jean Garcin († 1502), Robert Pierre († 1502) et Honoré Piquet († 1513[15]).